# HD 114386 b
HD 114386 – planeta typu gazowy olbrzym, orbitująca wokół gwiazdy HD 114386. Ma masę zbliżoną do masy Jowisza.